# 2014年の交通
2014年の交通（2014ねんのこうつう）とは、2014年（平成26年）に起こった交通関係の出来事をまとめたページである。
2013年の交通 - 2014年の交通 - 2015年の交通

## 出来事の一覧

### 1月
- 22日
  - （発表）  NEXCO3社が合計 2,100 km、3兆200億円にのぼる高速道路の大規模更新・大規模修繕計画の概略を発表[1]。
- 24日
  - （発表）  阪神高速道路株式会社が合計 62 km、3,700億円にのぼる同高速の大規模更新・大規模修繕計画の概略を発表[2]。

### 3月
- 3日
  - （事故）  北陸自動車道 小矢部川SA内で仙台発加賀温泉行きの宮城交通の高速バスが駐車中の大型トラックに追突し、運転手と乗客の計2名が死亡。乗客ら24名が負傷[3]。
- 20日
  - （火災・通行止）  東京都渋谷区南平台町付近の首都高速3号渋谷線高架下の塗装工事現場で14時頃に火災が発生[4]。道路施設への被害程度の調査や復旧工事 等のため火災直後から谷町JCT - 池尻出入口間[注釈 1] が通行止となり、上り線 左車線は21日24時[5]、同 右車線は22日21時27分[6]、下り線は23日14時にそれぞれ解除された[7]（時刻はいずれもJST）。

### 4月
- 1日
  - （就航）  有明フェリーの「有明きぼう」が、長洲港 - 多比良港航路に就航。
  - （就航）  木口汽船の新造客船「ソレイユ」が、福江 - 椛島（長崎県五島市）航路に就航。
- 2日
  - （就航）  甑島商船の新高速船「甑島」が、甑島列島 - 川内港（鹿児島県薩摩川内市）航路に就航。
- 8日
  - （就航）  佐渡汽船の「ときわ丸」が、新潟 - 両津航路に就航。
- 16日
  - （就航）  津軽海峡フェリーの新造船「ブルーマーメイド」が、青森 - 函館航路に就航。
  - （海運事故）  韓国南西部の珍島付近で475人乗り旅客船「セウォル号」が沈没。

- 24日
  - （不祥事・事件・逮捕・処分）  JTB中部で岐阜県立東濃高等学校の遠足で使用するバスの手配ミスを隠すために、生徒を装った手紙を用いて遠足の中止を求めた不正行為[8]。5月1日に観光庁と中部運輸局による本社営業所に旅行業法に基づく立ち入り検査を実施[9]。5月5日に当該社員を懲戒解雇し、偽計業務妨害容疑で逮捕[10]。
- 26日
  - （就航）  小豆島急行フェリーの「第五おりいぶ丸」が、福田港 - 姫路港航路に就航。

### 5月
- 7日
  - （事件・逮捕）  大阪府警は、タクシーに乗車した女性に利尿剤入りの菓子を食べさせて、監禁・失禁させた容疑で個人タクシーの運転手を逮捕[11]。
- 11日
  - （バスジャック事件・逮捕）  宮崎交通の宮崎駅発西都城駅行きの特急バスが乗っ取られ、宮崎県えびの市内のコンビニで身柄を確保、監禁の現行犯で男を逮捕[12]。
- 15日
  - （不祥事「失効免許運転」）  西鉄バスで大型二種免許が失効状態で路線バスを乗務[13]。

### 7月
- 3日
  - （事故）  ブラジルのベロオリゾンテで未完成の高架道路が崩落してバスなど複数の車両が下敷きになり少なくとも2人が死亡[14]。
- 18日
  - （就航）  福山海運の新造船「フェリーよなくに」が与那国島-石垣島間に就航[15]。
  - （バスジャック事件・逮捕）  九州自動車道でバスジャック事件。機動隊が30分後にバスに突入して犯人を逮捕[16]。

### 8月
- （海運）  スエズ運河庁がスエズ運河の拡張計画（総工費約40億ドル）を発表[17]

### 9月
- 1日
  - （法改正）  改正道路交通法が施行され、環状交差点の交通方法が定められる[18]。
- 30日
  - （航路廃止）  名鉄海上観光船が、師崎港 - 伊良湖港 カーフェリー航路を廃止[19][20][21]。

### 12月
- 4日
  - （航路休止）  マルエーフェリーが、クルーズフェリー飛龍21（東京 - 沖縄航路）を休止[22][23]。
- 11日
  - （水運事故）  コンゴのタンガニーカ湖で客船ムタンバラ号（M/V Mutambala）が転覆。129名以上が死亡[24]。
- 28日
  - （水運事故）  ギリシャ西部のアドリア海で、カーフェリー「ノーマン・アトランティック」（乗員・乗客 411名）が火災。